# إبيروس الشمالية
إبيروس الشمالية (باليونانية:Βόρειος Ήπειρος، بالألبانية:Epiri i Veriut) تعبير يستعمل للإشارة إلى الأجزاء الشمالية من منطقة إبيروس التاريخية الواقعة ضمن منطقة البلقان والتي هي حاليا جزء من الدولة الألبانية الحديثة. والتعبير مستعمل في الغالب من قبل اليونانيين ومرتبط بوجود سكان ذو أصل يوناني في المنطقة. يتم طرح التعبير من قبل السياسيين الذين يرون بأن هذه المنطقة كانت جزء من اليونان القديمة كما وأنها تمتعت بحكم ذاتي مستقل في بدايات القرن العشرين الميلادي حتى سقوطها بيد الألبان في نهاية الحرب العالمية الأولى. وهذا التعبير المستعمل من قبل الأقلية اليونانية المتواجدة في ألبانيا مرفوض من قبل أكثر الألبان بسبب نزعته التحررية الاستقلالية. قام كلا البلدين ألبانيا واليونان في العام 1987 م حالة حربهم الرسمية وتم رفض أي مطالب إقليمية بهذا الخصوص.